# Hans-Josef Thesling
Hans-Josef Thesling (* 27. September 1961 in Heinsberg) ist ein deutscher Jurist. Seit dem 25. Januar 2022 ist er Präsident des Bundesfinanzhofs.

## Leben
Nach dem Studium der Rechtswissenschaften war Thesling zunächst als Rechtsanwalt tätig. 1989 wechselte er in den höheren Dienst der Finanzverwaltung von Nordrhein-Westfalen und war bei den Finanzämtern in Erkelenz und Bergheim beschäftigt.
Im Jahr 1995 wurde er zum Richter am Finanzgericht Düsseldorf ernannt. Dort war er bis zu einer Abordnung im Jahr 2004 an die Staatskanzlei des Landes Nordrhein-Westfalen tätig. Im Jahr darauf wurde er an den Landtag in Nordrhein-Westfalen versetzt. Dort war er Leitender Ministerialrat in der Abteilung I in der Landtagsverwaltung, ab 2008 als Ministerialdirigent Leiter der Abteilung.
2016 wurde Thesling zum Präsidenten des Finanzgerichts Düsseldorf ernannt und war Vorsitzender des 2. Senats. Zwei Jahre später wurde er an das Ministerium der Justiz des Landes Nordrhein-Westfalen berufen und war Leiter der Zentralabteilung.
Am 25. Januar 2022 wurde ihm durch den Bundesjustizminister die Ernennungsurkunde zum Präsidenten des Bundesfinanzhofs überreicht. Diese hatte der Bundespräsident schon vor mehr als einem Jahr unterschrieben. Aufgrund einer Konkurrentenklage konnte Thesling das Amt aber zunächst nicht antreten. Er tritt die Nachfolge von Rudolf Mellinghoff an, der im Juli 2020 in den Ruhestand trat.
Thesling ist Mitglied der CDU.

## Veröffentlichungen
- Die Vorteilsausgleichung, Bonn, 1994 (Dissertation).
- Die Landesverfassung Nordrhein-Westfalen, Siegburg Verlag Reckinger, 2019, ISBN 978-3-7922-0249-4 (zusammen mit Andreas Heusch und Klaus Schönenbroicher).